# Poinsenot
Poinsenot is een gemeente in het Franse departement Haute-Marne (regio Grand Est) en telt 53 inwoners (2009). De plaats maakt deel uit van het arrondissement Langres.

## Geografie
De oppervlakte van Poinsenot bedraagt 7,0 km², de bevolkingsdichtheid is dus 7,6 inwoners per km².
De onderstaande kaart toont de ligging van Poinsenot met de belangrijkste infrastructuur en aangrenzende gemeenten.

## Demografie
Onderstaande figuur toont het verloop van het inwonertal (bron: INSEE-tellingen).